# Bermudasnårsparv
Bermudasnårsparv (Pipilo naufragus) är en utdöd fågel i familjen amerikanska sparvar inom ordningen tättingar. Arten beskrevs nyligen från subfossila lämningar på Bermuda, där den troligen överlevde till historisk tid.. IUCN kategoriserar den som utdöd.